# الخزندارية
قرية الخزندارية هي إحدى القرى التابعة لمركز طهطا بمحافظة سوهاج في جمهورية مصر العربية. حسب إحصاءات سنة 2006، بلغ إجمالي السكان في الخزندارية 10416 نسمة، منهم 5526 رجل و4890 امرأة.